# James Pond
James Pond ist die Hauptfigur der gleichnamigen Jump-’n’-Run-Reihe von Vectordean und Millennium Interactive, welche von Electronic Arts 1990 veröffentlicht wurde. Bei Pond handelt es sich um einen Fisch, der den von Ian Fleming erdachten Charakter James Bond parodiert. Das englische Wort pond bedeutet in der deutschen Übersetzung Teich. Der erste Teil der Reihe erschien 1990 für den Amiga und weitere Plattformen.
Ein Ableger der Serie ist der Titel The Aquatic Games, dessen Spielprinzip dem vom Track & Field nachempfunden ist.

## Chronologie
- 1990: James Pond – Underwater Agent (Amiga, Atari ST, Mega Drive)
- 1991: James Pond 2 – Codename: Robocod (Acorn Archimedes, Amiga, Amiga CD32, Atari ST, C64, DOS, Game Boy, Game Boy Advance, Game Gear, Mega Drive, Nintendo DS, Nintendo Switch, PlayStation 2, Master System, SNES)
- 1992: The Aquatic Games (Amiga, Mega Drive, SNES)
- 1992: Rolo to the Rescue (Mega Drive)
- 1993: James Pond 3 – Operation Starfish (Amiga, Game Gear, Mega Drive, SNES)
- 2003: Robocod - James Pond II (PlayStation), erweiterte Version der Mega-Drive-Version mit Extra-Levels
- 2011: James Pond in the Deathly Shallows (iOS)[1]